# Ромео, Малон
Малон Ромео (англ. Mahlon Romeo; 19 сентября 1995, Лондон, Великобритания) — антигуанский футболист, защитник английского клуба «Кардифф Сити» и сборной Антигуа и Барбуды.

## Клубная карьера
Воспитанник английских команд «Уиком Уондерерс» и «Арсенал» (Лондон). Летом 2012 года подписал свой первый профессиональный контракт с клубом Лиги 2 «Джиллингем». В январе 2013 года был отдан в аренду в клуб Южной Национальной лиги «Дувр Атлетик», но сыграл за команду только один матч. 27 апреля 2013 года Ромео дебютировал в составе «Джиллингема», отыграв весь матч против «Бертон Альбион» в последнем туре Лиги 2. По итогам сезона «Джиллингем» перешёл в Лигу 1, однако в течение следующих двух сезонов игрок ни разу не появился на поле.
Летом 2015 года Ромео подписал контракт с другим клубом Лиги 1 «Миллуолл». По итогам сезона 2016/2017 «Миллуолл» занял 6 место в лиге и добился повышения в Чемпионшип, став победителем раунда плей-офф.

## Карьера в сборной
Дебютировал за сборную Антигуа и Барбуды 10 июня 2015 года, выйдя на замену на 76-й минуте вместо Акима Томаса в матче второго отборочного раунда Чемпионата мира 2018 против сборной Сент-Люсии (1:3). 14 июня отыграл все 90 минут в ответном матче двух команд, игра закончилась победой сборной Антигуа со счётом 4:1 и позволила команде перейти в третий раунд. В сентябре того же года Ромео принял в обоих матчах третьего отборочного раунда против сборной Гватемалы, однако по сумме двух матчей Антигуа и Барбуда уступила со счётом 1:2 и завершила борьбу за выход на мундиаль.

## Личная жизнь
Отец Малона Тревор Бересфорд Ромео (р. 1963) — британский DJ и музыкальный продюсер. Известен под псевдонимом Jazzie B, участник группы Soul II Soul. Тревор также родился в Лондоне, в семье выходцев из Антигуа и Барбуды. Также у Малона есть сестра Джесси — актриса.